# 10242 Wasserkuppe
10242 Wasserkuppe este un asteroid din centura principală de asteroizi.

## Descriere
10242 Wasserkuppe este un asteroid din centura principală de asteroizi. A fost descoperit pe 24 septembrie 1960 la Observatorul Palomar de Cornelis Johannes van Houten, Ingrid van Houten-Groeneveld și Tom Gehrels. Asteroidul prezintă o orbită caracterizată de o semiaxă mare de 2,42 ua, o excentricitate de 0,15 și o înclinație de 2,0° în raport cu ecliptica.